# José Francisco de Azevedo Penna

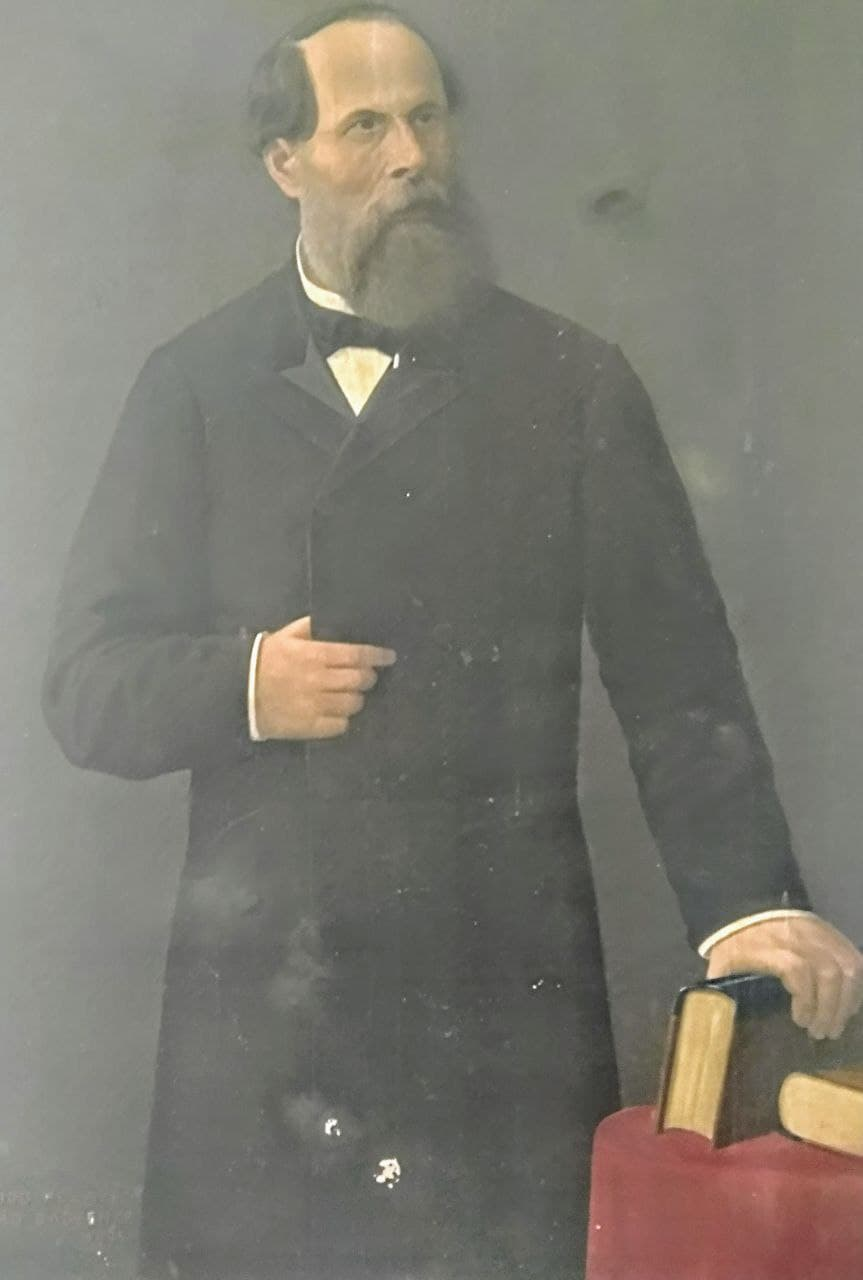
Quadro do Dr. Pena, exposto no Museu Dom Diogo de Souza (Bagé). Autor desconhecido. Ano: 1895

José Francisco de Azevedo Penna (Rio de Janeiro, 28 de março de 1825, — Bagé, 12 de maio de 1902), conhecido como "o pai dos pobres", foi um médico brasileiro que trabalhou a maior parte da vida em Bagé, Rio Grande do Sul, sendo estimado pelo povo dessa cidade.

## Biografia
Nasceu em uma família abastada da capital do Império do Brasil, Rio de Janeiro. Seus pais eram José Francisco Pereira Penna e Ritta Josephina de Azevedo Penna. Perdeu o pai nos primeiros anos de vida, e a mãe aos 12. Foi criado, então, por um tio. Aos 17 anos, matriculou-se na Academia de Medicina da Corte. Em 1844, foi a Paris concluir seus estudos.
Ao retornar ao Brasil, em 1955, uma epidemia de cólera grassava no país. Ofereceu seus serviços ao governo. Enviaram-lhe à cidade de Santo Amaro, no interior da Bahia. Aí, perdeu muitos colegas para a doença, entre eles seu amigo Dr. Betâmio, com quem havia estudado em Paris.
Ao regressar à Corte, foi-lhe indicada a cidade de Magé (não confundir com Bagé), na província do Rio de Janeiro. Seu desempenho rendeu-lhe uma condecoração do governo imperial, a comenda de  Oficial da Rosa.
Devido ao clima de sua terra natal, decidiu se mudar para Rio Grande, em 1858.  Ali, encontrou-se com o Dr. Pio Silva, também colega seu em Paris.
A primeira vez em que foi a Bagé foi no ano seguinte. Foi chamado por um militar cuja filha necessitava de uma cirurgia ocular. Por ter gostado da cidade, decidiu mudar-se para ela. Em 20 de novembro de 1860, transportou sua biblioteca, seus instrumentos cirúrgicos e objetos pessoais para a cidade, com vistas a fixar residência. Na cidade, trabalhou como clínico, cirurgião e parteiro.
Ao ficar velho, abandonou primeiro a obstetrícia e depois a cirurgia. Por fim, passou a apenas a atender pessoas em seu consultório. Foi ao Uruguai quando estourou a Revolução Federalista. Ao voltar, viveu por mais alguns anos e morreu no dia 12 de maio de 1901, aos 77 anos. Não se casara e não tivera filhos.

## Legado
Muitas homenagens foram prestadas a Penna, muitas delas ainda em vida. Foi a caso da inauguração de uma rua com seu nome. As placas da rua Dr. Penna foram colocadas no dia 25 de maio de 1883, em meio a grandes solenidades.
No dia 25 de março de 1902 — quase um ano depois da sua morte — foi inaugurado seu retrato na Santa Casa de Caridade de Bagé.
Em 12 de maio de 1913, foi inaugurado seu monumento na frente do local onde morava e trabalhava. De autoria de Pedro Obino, o projeto foi feito em locais e momentos diferentes. O pedestal foi feito em Capão do Leão por Miguel Brigati. A estátua, por sua vez, foi fundida em Paris, e ficou pronta em 1910.

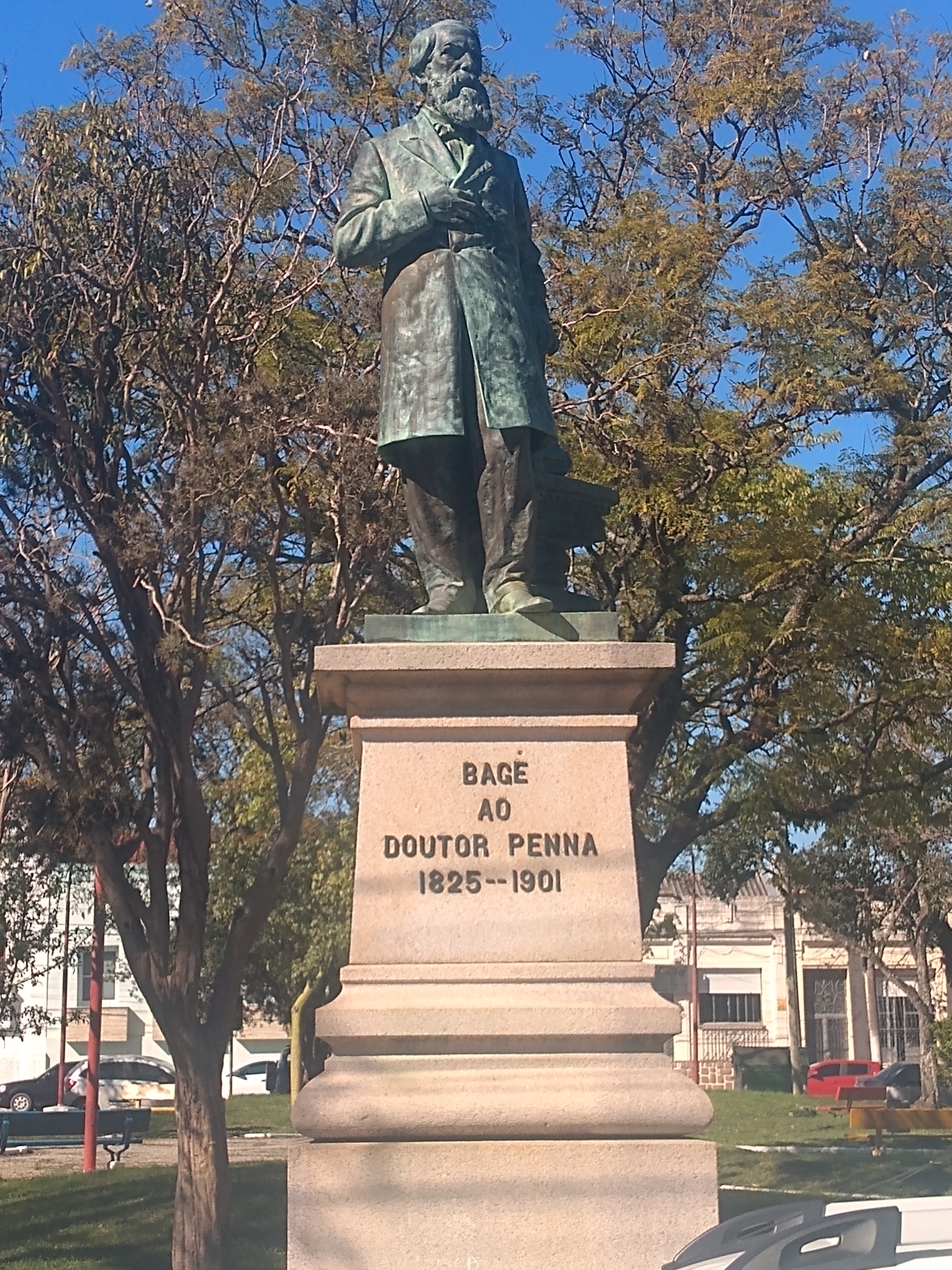
Monumento a Dr. Penna, na praça da matriz
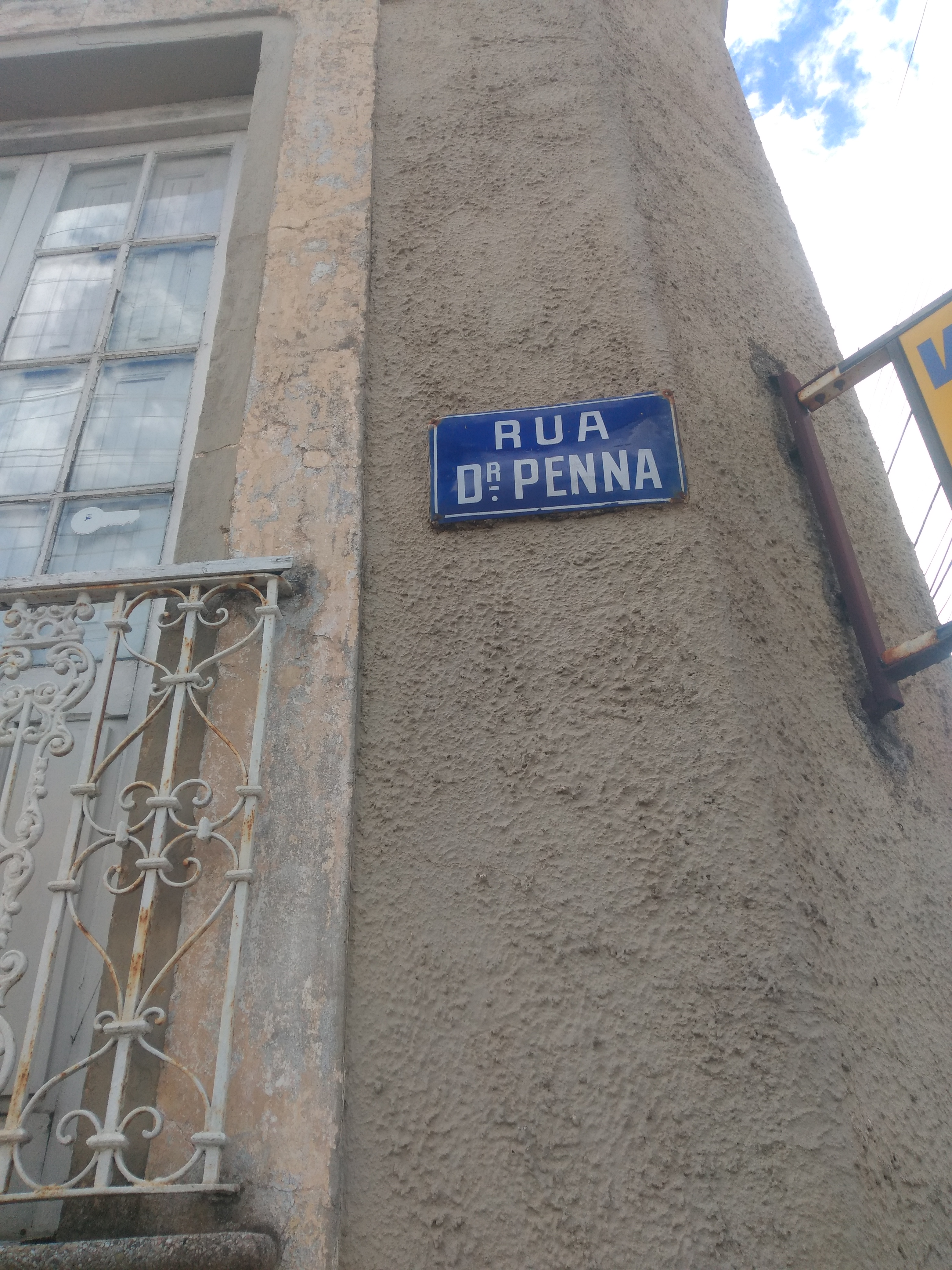
Placa antiga da rua Dr. Pena (na grafia atual, escreve-se "Pena")
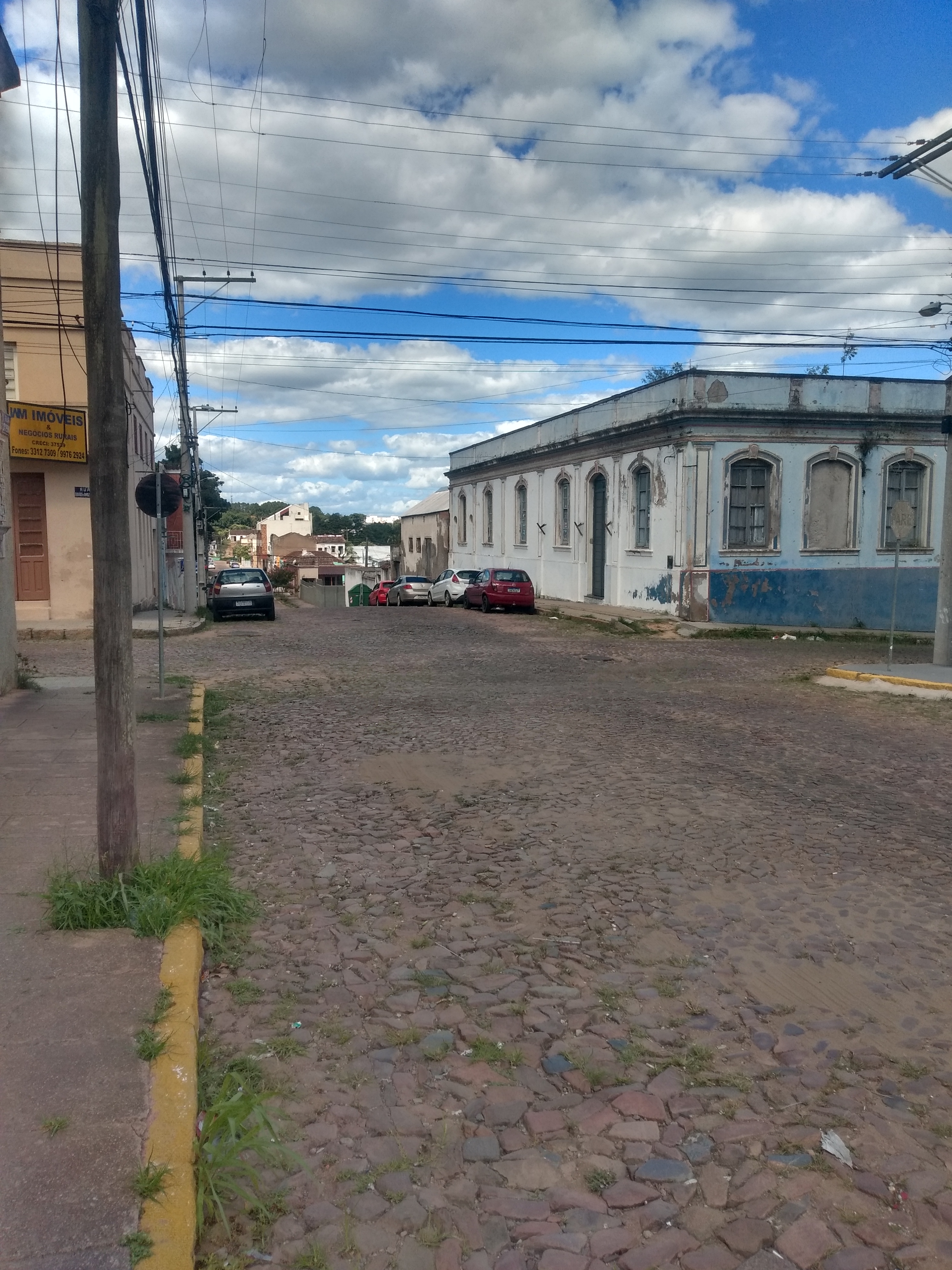
Rua Dr. Pena, a leste da Sete de Setembro
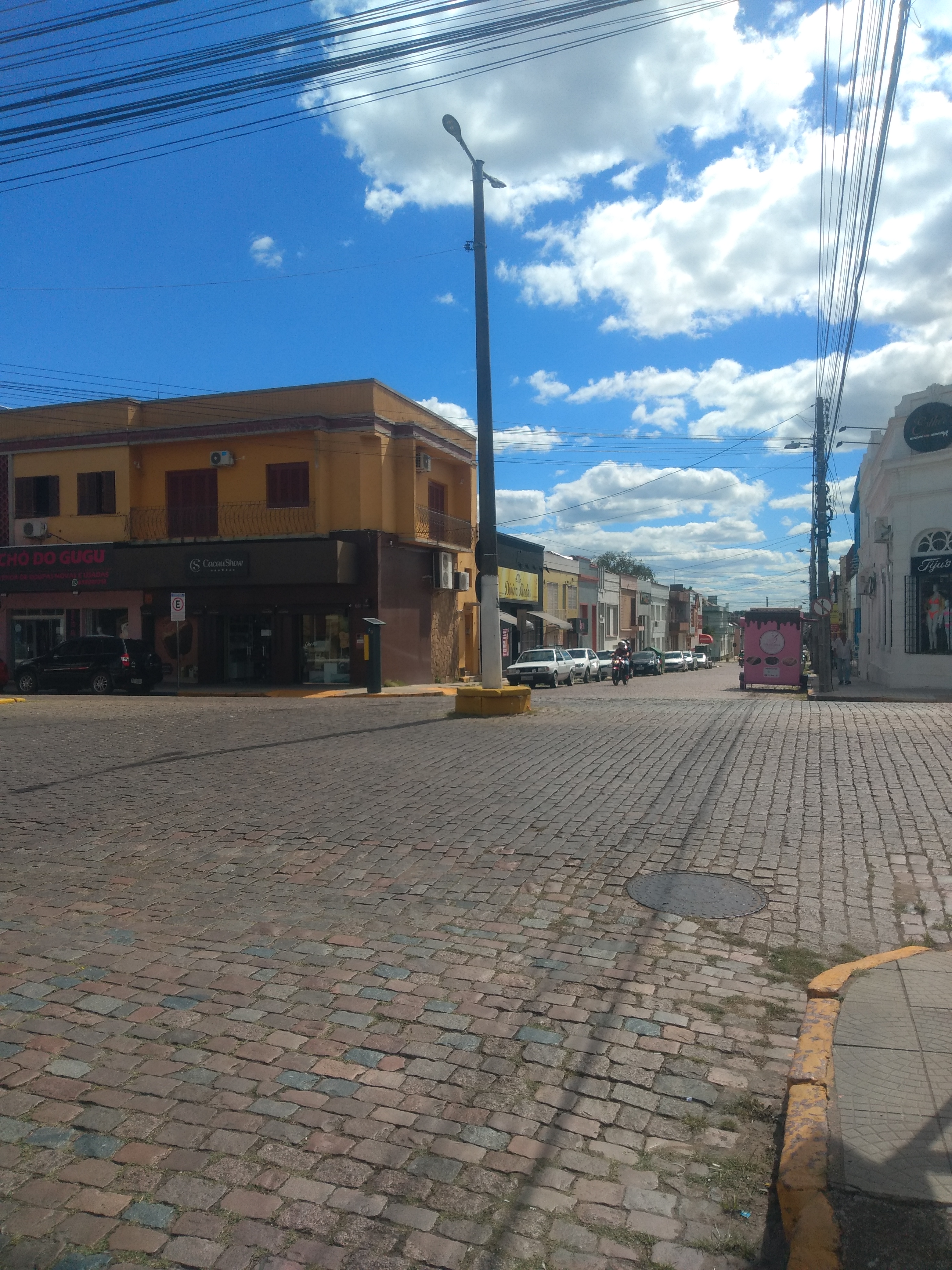
Rua Dr. Pena, na direção oeste. Na horizontal, a avenida Sete de Setembro